# Système de coordonnées géographiques suisse
 (mars 2016).
Si vous disposez d'ouvrages ou d'articles de référence ou si vous connaissez des sites web de qualité traitant du thème abordé ici, merci de compléter l'article en donnant les références utiles à sa vérifiabilité et en les liant à la section « Notes et références ».

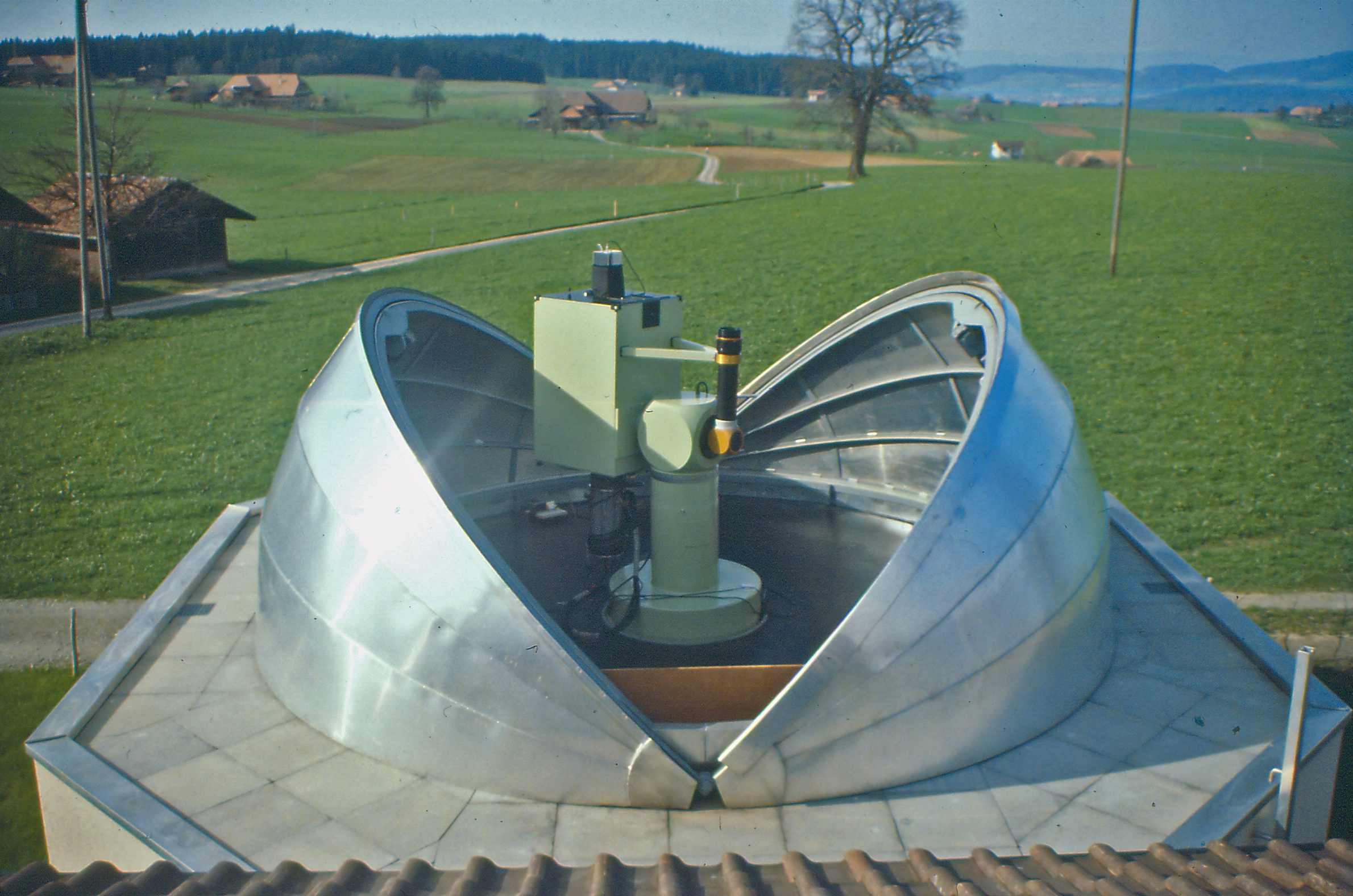
Observatoire de Zimmerwald au point fondamental.

Le système de coordonnées géographiques suisse désigne le système de coordonnées géographiques utilisé au Liechtenstein et en Suisse. Au cours du temps, il en a existé deux différents. 

## MN03
Le système MN03 (LV03 en allemand) est introduit en 1903, utilise la projection cartographique Swiss grid.
Le système géodésique CH 1903 utilise comme point fondamental le vieil observatoire de Berne (46° 57′ 03,9″ N, 7° 26′ 19,1″ E dans le système géodésique WGS84), position actuelle de l'Institut des Sciences exactes de Berne. Afin d'éviter des erreurs lors de la transmission des coordonnées, les coordonnées de l'observatoire de Berne ont été positionnées au point : 600 000 m E / 200 000 m N. Ainsi, l'origine du système géodésique CH 1903, le point 0/0 se trouve à Saint-Émilion près de Bordeaux en France. Bien que les coordonnées Est soient notées y et les coordonnées Nord soient notées x, les coordonnées EST sont le premier axe de ce système cartésien, dans lequel les coordonnées sont donc notées (y, x). À titre d'exemple, les coordonnées de l'observatoire de Berne sont (600 000, 200 000). En voici deux conséquences :
- toutes les coordonnées suisses sont dans le premier quadrant de ce système cartésien ;
- toute la Suisse se trouve en-dessous de la ligne y=x, ainsi les valeurs Est sont toujours supérieures aux valeurs Nord (pour un lieu du pays).

## MN95
Le système MN95 (LV95 en allemand) est introduit en 1995 afin de corriger des imprécision du système MN03.
À cause de différences de plusieurs mètres entre Genève et la Basse-Engadine du système MN03, il a fallu mettre en place un nouveau système, utilisant les données des satellites (GPS par exemple), étant forcément plus précis que l'ancien système.
Pour ce faire, il a d’abord fallu mettre en place des coordonnées précises pour les points fixes de mensuration. Afin de pouvoir distinguer les nouvelles coordonnées des anciennes, un septième chiffre précède désormais les précédentes coordonnées à six chiffres : dans la direction Nord-Sud, il s’agit d’un 1, dans la direction Ouest-Est, d’un 2. De plus, les axes de coordonnées sont désormais désignés à l’aide d’un E (Est-Ouest) et d’un N (Nord-Sud). Dans les cartes nationales, seule l’inscription des coordonnées dans la marge de la carte change. Pour les spécialistes de la mensuration et de la construction ainsi que pour toutes les personnes ayant de hautes exigences en matière de précision des géodonnées, les modifications sont en revanche plus significatives.
- Le cadre de référence MN03 ne répond plus aux exigences actuelles ;
- Les nouvelles coordonnées se fondent sur le cadre de référence MN95 (mensuration nationale de 1995) ;
- Le point fondamental, situé à Berne, reste inchangé. Les coordonnées qui lui sont attribuées sont en revanche modifiées comme suit : 
E = 2 600 000 m (Est) 
N = 1 200 000 m (Nord) ;
- La nouvelle mensuration nationale est sans influence sur le contenu des cartes nationales ; toutefois, les nouvelles valeurs des coordonnées sont désormais indiquées sur le bord des cartes ;
- L’introduction du nouveau cadre de référence s’effectue canton par canton et a été achevée en 2016[2].